# 西宮市立上ケ原中学校
西宮市立上ケ原中学校（にしのみやしりつ うえがはらちゅうがっこう）は、兵庫県西宮市上ケ原九番町にある公立中学校。
地元では「上中」（うえちゅう）と呼ばれている。

## 通学区域
《出典：》
- 大社小学校校区のうち越水町、神垣町
- 神原小学校校区のうち大社町（3～6番、11・12番に限る）
- 甲陽園小学校校区のうち六軒町、五月ケ丘、新甲陽町、甲陽園東山町、甲山町（35～46番地、54～58番地、62～75番地に限る）
- 広田小学校校区のうち大社町（1・2番、7～10番、13番に限る）、愛宕山、岡田山（1～3番に限る）、高座町
- 上ケ原小学校校区のうち上ケ原四番町（1～3番に限る）、上ケ原五番町
- 上ケ原南小学校校区の全域

## 沿革
- 1972年（昭和47年）4月1日 - 西宮市立上ケ原中学校として開校。
- 1995年（平成07年）1月17日 - 兵庫県南部地震（阪神・淡路大震災）の被災によって校舎のほとんどが使用できなくなる[要出典]。
- 1997年（平成09年）
  - 2月24日 - 新校舎完成。
  - 3月6日 - 新校舎での授業開始[7]。
  - 3月15日 - 元永定正による壁画「しぜんのなかで」の除幕式が行われる。

## 校訓
「自立・協力・鍛練」

## 部活動

### 運動部
- 野球部
- 陸上競技部
- サッカー部
- ソフトテニス部
- 卓球部
- 女子バレーボール部
- バスケットボール部
- 水泳部

### 文化部
- 吹奏楽部
- コーラス部
- 美術部
- 演劇部
- 家庭部
- ESS部
- 理科部

## 制服
2022年度から新しい制服となった。

## アクセス
出典:
- 阪神バス大社町停留所から徒歩9分
- 阪急バス上ヶ原南口停留所から徒歩3分
- 阪急バス一ヶ谷町停留所から徒歩4分

## 出身者
- 紀平梨花 - フィギュアスケート選手、トヨタ自動車嘱託社員。
- 美空真瑠 - 宝塚歌劇団花組男役。

## 通学区域が隣接している学校
- 西宮市立大社中学校
- 西宮市立平木中学校
- 西宮市立甲陵中学校